# Saurita cryptoleuca
Saurita cryptoleuca là một loài bướm đêm thuộc phân họ Arctiinae. Loài này được Francis Walker mô tả năm 1854. Loài này có trong rừng mưa Amazon.